# Simone Pianetti
Simone Pianetti   (Camerata Cornello, 7 de febrer de 1858 - Milà, segle XX) va ser un anarquista i criminal italià que morí, presumiblement, el 1952.
El 13 de juliol de 1914, després d'haver comès set assassinats, va desaparèixer a les muntanyes de la vall de Brembana i no va ser trobat mai més, malgrat el gran desplegament de carabiniers i la introducció d'una recompensa. Després d'haver esdevingut una mena de venjador per part de la població -que el va ajudar en la seva època com a fugitiu- es van informar posteriorment d'havr-lo vist diverses vegades entre les muntanyes de Bèrgam i Veneçuela, però l'últim testimoni fiable és el del seu fill Nino, que va conèixer el 28 de juliol de 1914. per convidar-lo a lliurar-se, però va rebre una clara negativa.

## Biografia

### Joventut i emigració

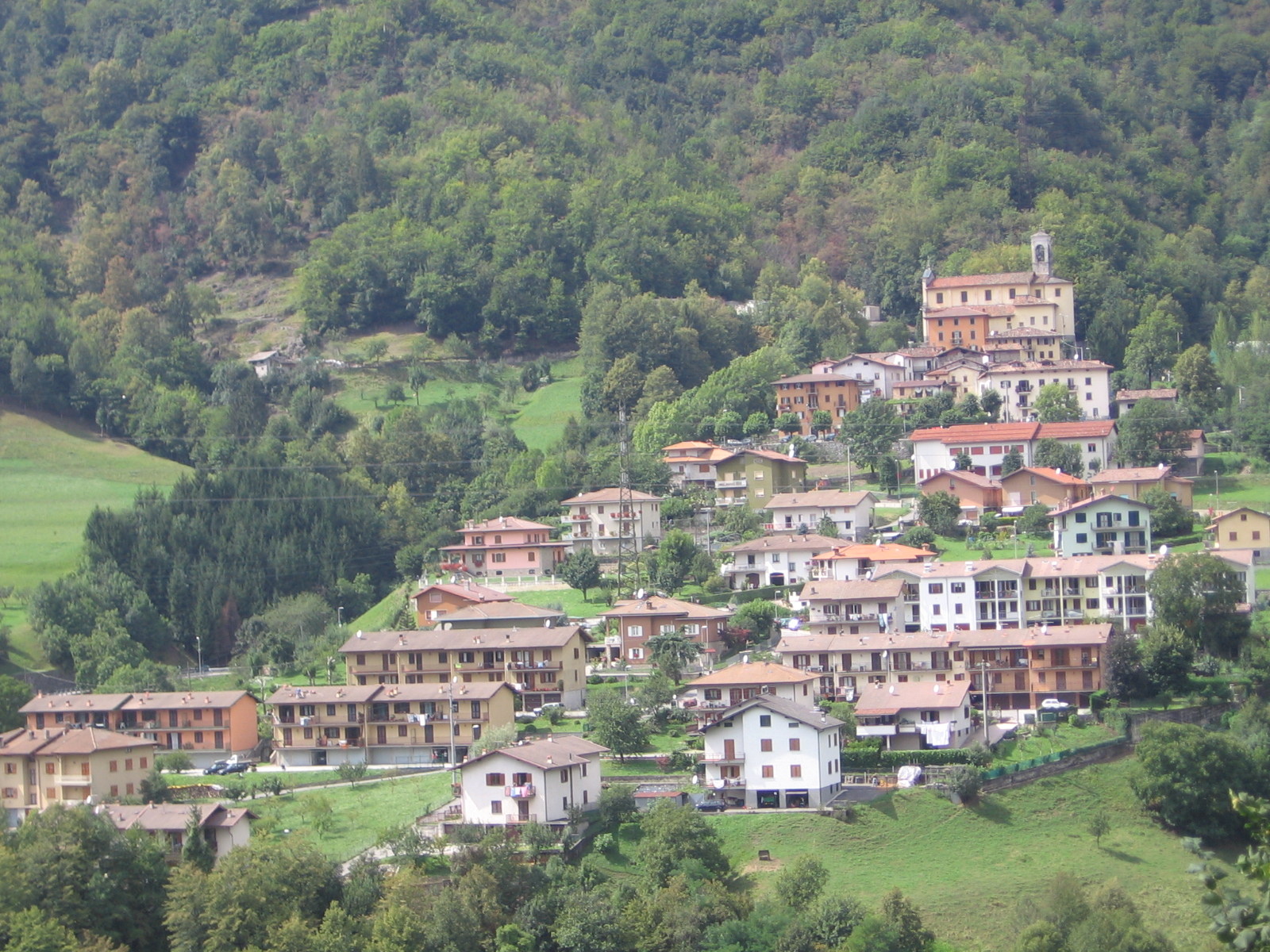
Vista actual del poble de Camerata Cornello.

Simone Pianetti va néixer en si d'una família benestant, al petit districte de Lavaggi, al llogaret de Camerata Cornello de la província de Bèrgam, aleshores pertanyent al l'Imperi Austríac. De caràcter agressiu i de sang calenta (va disparar amb una escopeta al seu pare, però no el va colpejar, per qüestions d'herència), va decidir, com molts altres compatriotes, emigrar als Estats Units d'Amèrica.
A Nova York, treballant en diverses feines, va entrar en contacte amb els cercles anarquistes de la ciutat. Posteriorment va fundar una empresa d'importació de vins i fruites amb el seu amic Antonio Ferrari: tanmateix, en la gestió d'aquest negoci es va trobar amb problemes amb la màfia local, aleshores coneguda com Mano Nera, que li exigia el pagament de diners a canvi de protecció.
El seu temperament va fer que Pianetti denunciés l'incident, que era inusual donats els riscos que comportava, a la policia local dirigida pel comandant Shirley i l'inspector francès Lacassagne. Amb tots dos també va col·laborar l'escriptor Harry Ashton-Wolfe, que va conèixer personalment a Pianetti i, uns anys més tard, va recollir la seva història en un capítol del seu llibre Crimes of Violence and Vengeance, gràcies al qual és possible conèixer els fets de la seva estada a terres estatunidenques.
La denúncia va comportar la detenció d'una dotzena de persones, però constant-li la vida a Antonio Ferrari, assassinat per Mano Nera. Pianetti, doncs, tement també per la seva vida va abandonar la ciutat i es va moure sota noms falsos fins a poder tornar a la seva terra natal.

### Retorn a Itàlia
En tornar a la vall de Brembana es va trobar amb el mateix entorn tancat, si no obertament hostil, del qual havia marxat anys enrere. No obstant això, semblava que podien haver-hi esperances de canvi, tant gràcies a l'obertura d'un casino a la propera localitat de San Pellegrino Terme i a l'afluència de turistes, com amb l'elecció del liberal Bortolo Belotti, de qui Pianetti es va fer amic a través de l'oposició comuna al bloc catòlic-conservador imperant a la zona.
Es va casar amb Carlotta Marini, amb qui va tenir nou fills i amb qui va obrir una taverna als afores de la ciutat de Camerata Cornello, on també es podia ballar. Després dels bons moments inicials, Pianetti es va posar al centre de les tafaneries que el titllaven de llibertí, anarquista i anticlerical, a les que hi va seguir un boicot a la taberna, amb els clients advertits per les autoritats polítiques i eclesiàstiques del país. A la llarga es va veure obligat a tancar el negoci per manca de clients.
Amb els diners restants va decidir traslladar-se amb la seva família a la propera població de San Giovanni Bianco. Aquí va obrir un molí elèctric, una obra d'avantguarda per a la seva època. Al cap de poc temps va començar a ser acusat de ser portador de malediccions i que la seva farina era portadora de malalties (tant és així, que la farina va ser anomenada "la farina del Diable"), situació que l'obliga a abandonar un altre cop la seva activitat, enviant-lo definitivament a la fallida.

### Els homicidis
Després de caure en la pobresa, va començar a mostrar un comportament anormal. Al principi va declarar diverses vegades la intenció de suïcidar-se a alguns dels seus amics. Més tard va desenvolupar sentiments d'ira i venjança cap a la gent que, segons la seva opinió, li havia fet mal i contribuit a la seva ruïna. Inspirat per l'acció del nacionalista serbi Gavrilo Princip, que va matar l'arxiduc Francesc Ferran d'Àustria el 28 de juny de 1914, va decidir eliminar-los físicament, informant primer dels seus noms en una llista.
La matinada del 13 de juliol de 1914 va sortir de casa seva, portant un fusell de tres canons, i es va dirigir cap a la petita vall de Sentino. Va esperar amagat rere un matoll el pas del metge de les poblacions de Camerata Cornello i San Giovanni Bianco, el doctor Domenico Morali, segons Pianetti, Morali era culpable de no haver cuidat correctament el seu fill Aristide, que va morir temps abans. El metge va morir per dos trets.
Més tard Pianetti va tornar cap anar Camerata Cornello, a casa de l'alcalde Cristoforo Manzoni. No trobant-lo, va anar a buscar-lo al palau però l'alcalde no hi era. Però Pianetti va tenir l'oportunitat de disparar a Abramo Giudici, el secretari municipal, (culpable de l'ordre de tancament de la seva taverna) i la seva filla Valeria, que estava amb ell, i que també figurava a la llista fet per Pianetti. Més tard va entrar a casa del sabater i jutge conciliador Giovanni Ghilardi, matant-lo perquè, després d'una citació de Pianetti al tribunal, no havia reconegut la legitimitat del seu crèdit envers Caterina Milesi. Va arribar al cementiri, on va trobar el rector Camillo Filippi i el missatger municipal Giovanni Giupponi. Els va matar a tots dos, el primer perquè el considerava responsable del boicot a la seva taberna, el segon perquè no li havia concedit el subministrament d'aigua d'una font. Després va travessar pel bosc fins al barri de la Pianca, buscant sense èxit l'hostaler Pietro Bottani. Finalment va arribar al mas de Cantalto, on va afusellar Caterina Milesi, coneguda com Nella, que va tenir una disputa amb Pianetti per un deute que la dona no havia pagat mai, com ho demostra una citació al jutge de conciliació. Després de completar el setè i últim assassinat, va anar al poble de Cantiglio, on es va trobar amb uns carboners que, sense saber el que acabava de passar, li van donar de menjar. Finalment va desaparèixer cap al mont Cancervo, una zona que coneixia molt bé per les nombroses sortides de caça que hi havia fet.

### La fugida

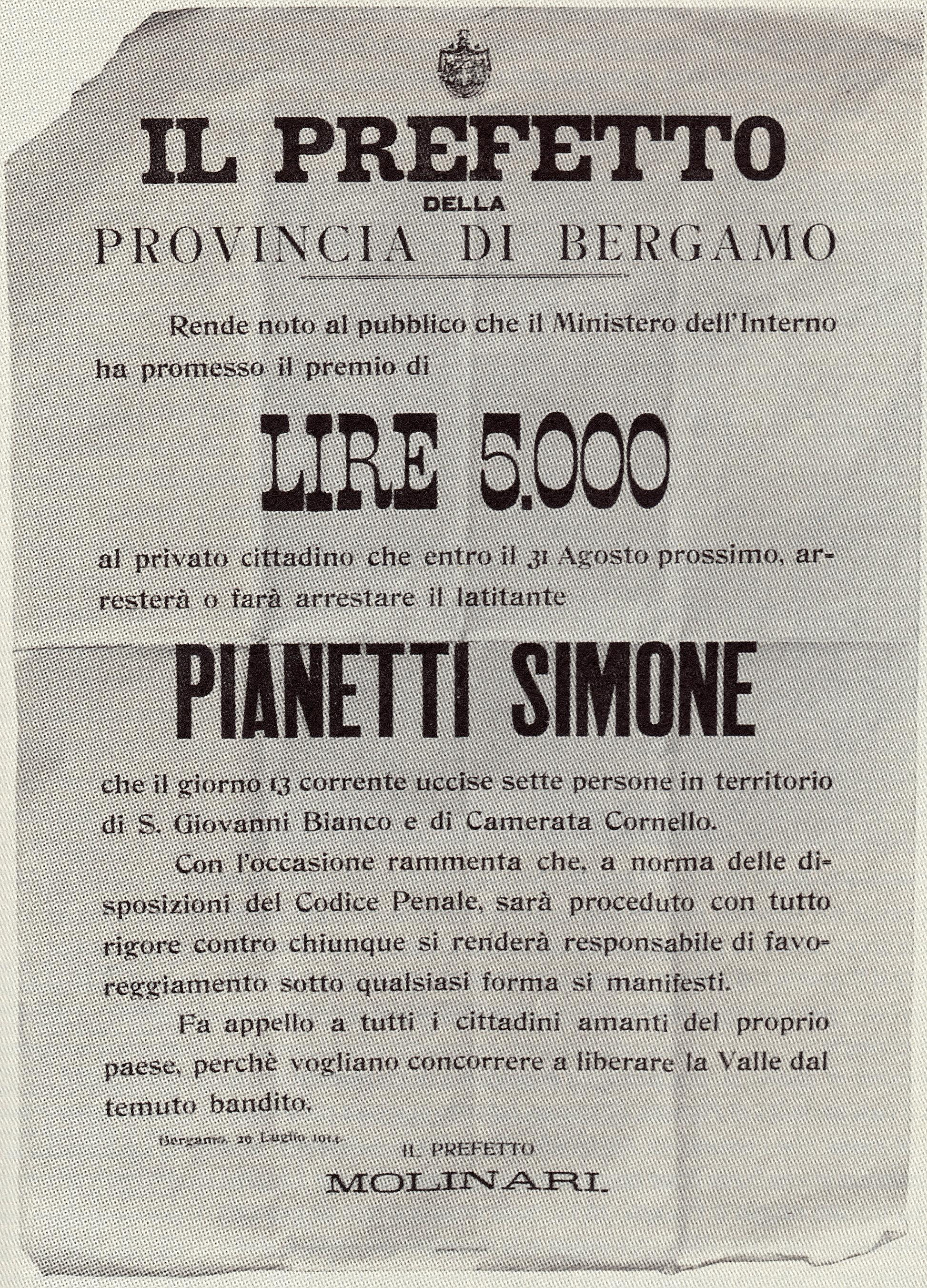
El cartell amb la recompensa de 5.000 lires per Simone Pianetti.

La notícia dels assassinats es va estendre per tota la vall. El poble de San Giovanni Bianco va quedar completament deserta, amb la gent tancada a les seves cases. Els carrabiners van posar en alerta a tothom que havia fugit de la massacre i els que tenien disputes obertes amb Pianetti, començant també la recerca del fugitiu als cims accidentats dels voltants. Gràcies a un equip de guardaboscos i una trentena de carrabiniers que van arribar des de Bèrgam per reforçar el personal local, el vespre del 14 de juliol Pianetti va ser descobert per un grup de set soldats, amb els quals va tenir una baralla, però sense ser capturat.
El 16 de juliol de 1914, el senador Bortolo Belotti va arribar a al poble i, al mateix temps, es va anunciar una recompensa de mil lires pel cap del fugitiu. L'endemà Pianetti va conèixer una dona, Giacomina Giupponi, amb qui va canviar l'arma per menjar, just quan s'intensificaven les batudes pels voltants del poble, amb la incorporació de voluntaris, la majoria familiars de les víctimes i 170 soldats pertanyents al 78è Regiment d'Infanteria "Lupi di Toscana" de l'exèrcit reial i quaranta carrabiners més.
Malgrat això, Pianetti va aconseguir desaparèixer malgrat que més de tres-centes persones el cercaven, de la mateixa manera que a l'opinió pública anaven apareixent opinions opsades. La premsa aviat va començar a explotar el succés: hi va haver nombroses polèmiques entre els diaris, en particular entre Il Secolo i L'Eco di Bergamo. El segon, de fet, acusava el primer d'informar de la notícia des d'una perspectiva anticlerical i de retratar Pianetti com un alliberador de l'opressió i la ràbia dels "senyors feudals" de la vila, com l'alcalde, el metge i el rector de la parròquia.
La premsa local també varen parlar de la matança, preocupant-se per l'apologia del culpable que es produeix entre la població. El cas és que la població començava a veure realment en Pianetti com un alliberador, tant és així que a les parets de la zona van començar a aparèixer escrits que el lloaven (entre ells «W Pianetti, ce ne vorrebbe uno in ogni paese»). Mentrestant, els escorcolls no donaven cap resultat, tant que el 29 de juliol de 1914 el prefecte de Bèrgam, Antonio Molinari, va augmentar la recompensa pel fugitiu a 5.000 lires, sense aconseguir, però, els efectes desitjats. El 27 de juliol, les autoritats van autoritzar el seu fill Nino Pianetti a anar a la muntanya per conèixer el seu pare i convèncer-lo perquè es lliurès a les autoritats. El nen, havent trobat el seu progenitor, li va lliurar dues cartes escrites per la seva dona i el seu amic Bortolo Belotti, que li aconsellaven que es lliurés. D'altra banda, Simone, després d'haver escrit una carta desgarradora com a resposta a la seva dona, li va dir al seu fill "no em trobaran mai, ni viu ni mort". De fet, aquell episodi, informat per tots els diaris de l'època, va ser l'última vegada que es varen documentar notícies de Simone Pianetti.
Durant el temps que va estar amagat a les muntanyes de la vall de Brembana també va rebre l'ajut i la complicitat dels carboners i dels pastors de la zona, el consideraven una mena de botxí, oferint-li menjar i, de vegades, un sostre sota el qual refugiar-se. En aquest sentit, les cròniques de l'època relaten la condemna d'un any de presó, després reduïda a sis mesos, de dos pastors, els germans Giorgio i Carlo Manzoni, culpables d'haver acollit Pianetti a la seva barraca del 20 de juliol al 2 d'agost, mentint a la policia i ocultant la seva fugida.
La fugida del Pianetti, ajudada pels esdeveniments internacionals que anunciaven també l'arribada de la Primera Guerra Mundial a Itàlia, va provocar la suspensió de la recerca, fent que l'afer s'esvaís en un segon pla. Mentrestant, la justícia va continuar el seu curs, el 25 de maig de 1915, el judici contra Simone Pianetti, jutjat en absència, va concloure al jutjat de Bèrgam amb una pena de presó perpètua acompanyada de cinc anys d'aïllament, des de l'interdicció de càrrec públic, de la pèrdua de la pàtria potestat i de la potestat matrimonial, així com de la interdicció legal amb la consegüent nul·litat del testament subscrit per aquest. També es va emetre una nova ordre de detenció contra el condemnat.

## Hipòtesis sobre la desaparició
El cos de Simone Pianetti no es va trobar mai: hi ha nombroses hipòtesis sobre el seu destí. La teoria proposada per la família és que el seu parent va morir entre els cims de les muntanyes de Cancervo i Venturosa pocs dies després de conèixer el seu fill Nino. Aquesta versió, recolzada pel mateix fill, no ha convençut mai els habitants de la zona i probablement es va oferir per tal de calmar les coses i permetre una mica de pau i tranquil·litat als familiars.
No obstant això, nombrosos i contradictoris rumors indicaven que el fugitiu va estar en llibertat al continent americà. Avalen aquesta hipòtesi algunes cartes trobades, així com el testimoni de Domenica Milesi: la dona, originària de San Giovanni Bianco, havia conegut Pianetti per la seva filiació política comuna i afirmava haver-lo conegut a Ciudad Bolívar, ciutat veneçolana propera a la que havia emigrat amb el seu marit. Havia entrat en contacte amb el fugitiu a través d'un empresari sicilià que vivia a Pittsburgh que, arribat a Veneçuela per negocis, li va dir que havia conegut un compatriota seu, un tal Pianetti: la dona va preguntar llavors si podia. posar-se en contacte amb aquella persona i, al cap de menys d'un mes, Pianetti, segons el testimoni de la dona, va acudir a trobar-la. Li va donar unes cartes i uns diners per enviar a la seva família a Itàlia, dient que havia aconseguit escapar, primer amagant-se entre els farcells de llenya transportats en un carro i després anant, amb l'ajuda d'una persona molt influent de la zona a l'oficina de visats de la Prefectura de la Policia de Bèrgam que li va facilitar un passaport amb dades personals falses amb la qual va poder pujar a bord d'un vaixell amb destinació a Amèrica del Nord. Pianetti hauria estat, doncs, ajudat per les mateixes autoritats, donada la simpatia de què gaudia entre les classes més baixes de la població, la seva captura de fet podria haver provocat reaccions descontrolades, a més d'augmentar la seva fama i llegenda.
Una altra hipòtesi afirma que Pianetti havia emigrat, fugint dels als de Bèrgam cap a la Valtellina, arribant així al cantó dels Grisons a Suïssa.
Unes dècades més tard, l'any 1943, alguns habitants de la zona afirmaven haver conegut un senyor d'edat avançada deambulant entre les muntanyes de Cancervo i Venturosa, no lluny de Cespedosio. Van mantenir-hi un ràpid intercanvi de paraules, d'on van deduir la veritable identitat de Simone Pianetti, llavors major de vuitanta anys, que va passar temps amb una noia de la mateixa edat, abans de tornar a desaparèixer als boscos del voltant.
També es diu que Nino Pianetti, que mentrestant s'havia traslladat a la ciutat de Milà, va confiar als coneguts que el seu pare havia emigrat realment a les Amèriques i després havia tornat a Itàlia amb una identitat falsa, on va passar la seva vellesa. La seva última residència hauria sigut la casa del seu fill a Milà, on va morir el 1952.

## Implicacions legals
La situació judicial de Pianetti fou singular. En el moment en què es van produir els fets a Itàlia hi havia la figura de la "purgació", gràcies a la qual, si un delinqüent condemnat en absència es lliurava a les autoritats després de la sentència, s'hauria d'anul·lar la sentència i tornar a fer el judici. L'any 1968 la fiscalia de Bèrgam va reobrir el cas, declarant el delicte prescrit. A falta d'una declaració oficial de presumpta mort, procediment que mai es va iniciar ni per la Fiscalia ni pels seus familiars, Pianetti segueix viu legalment, encara que amb una edat impossible de 166 anys.

## Cultura popular
- A la majoria de pobles de la vall de Brembana se'l recorda com una mena de venjador, sovint com a endreçador de mals, una mena d'heroi "romàntic" deixant de banda el vessant tràgic i criminal. Pel que encara es pot sentir l'amenaça de “fer com el Pianetti” (en dialecte de Bèrgam "fà de Pianetti").
- A l'acte de commemoració del 90è aniversari de la matança (13 de juliol de 2004) celebrat a Camerata Cornello, diversos participants van informar d'anècdotes, testimonis i tafaneries relacionades amb l'incident.[19]
- La seva figura també ha tornat a l'avantguarda gràcies a publicacions, algunes de ficció i d'altres de cronogràfiques, que recorren els fets del 13 de juliol de 1914. A més, Pianetti també és recordat en cançons de grups de Bèrgam, com Folkstone.[20]
- La història de Pianetti va ser explicada per Enrico Ruggeri a l'episodi emès el 8 de gener de 2019 al programa Il Falco e il Gabbiano de Radio 24.[21]
- La vida i els esdeveniments protagonitzats per Pianetti es van dramatitzar en l'àudio documental de diversos episodis Il ritorno del vendicatore que es va emetre a partir del 25 de març de 2019 a Rai Radio 3, editats per Andrea Morbio i Riccardo Giacconi.[22]
- El llibre Cronaca di una vendetta. La vera storia di Simone Pianetti de Denis Pianetti, és la biografia completa de Simone Pianetti escrita pel seu nebot. Conté la crònica dels assassinats i també descriu el marc social, cultural i històric de la Vall de Brembana i Bèrgam a principis del segle xx.
- Simone Pianetti, il Diavolo Anarchico és un espectacle teatral posat en escena l'any 2022 per la companyia de teatre Grand Guignol de Milan que està basat en el llibre de Denis Pianetti.[23]
- Il Caso Simone Pianetti és un episodi del podcast Non Aprite Quella Podcast que es va emetre el 20 de setembre de 2023.[24]